# Fuente de los Atletas

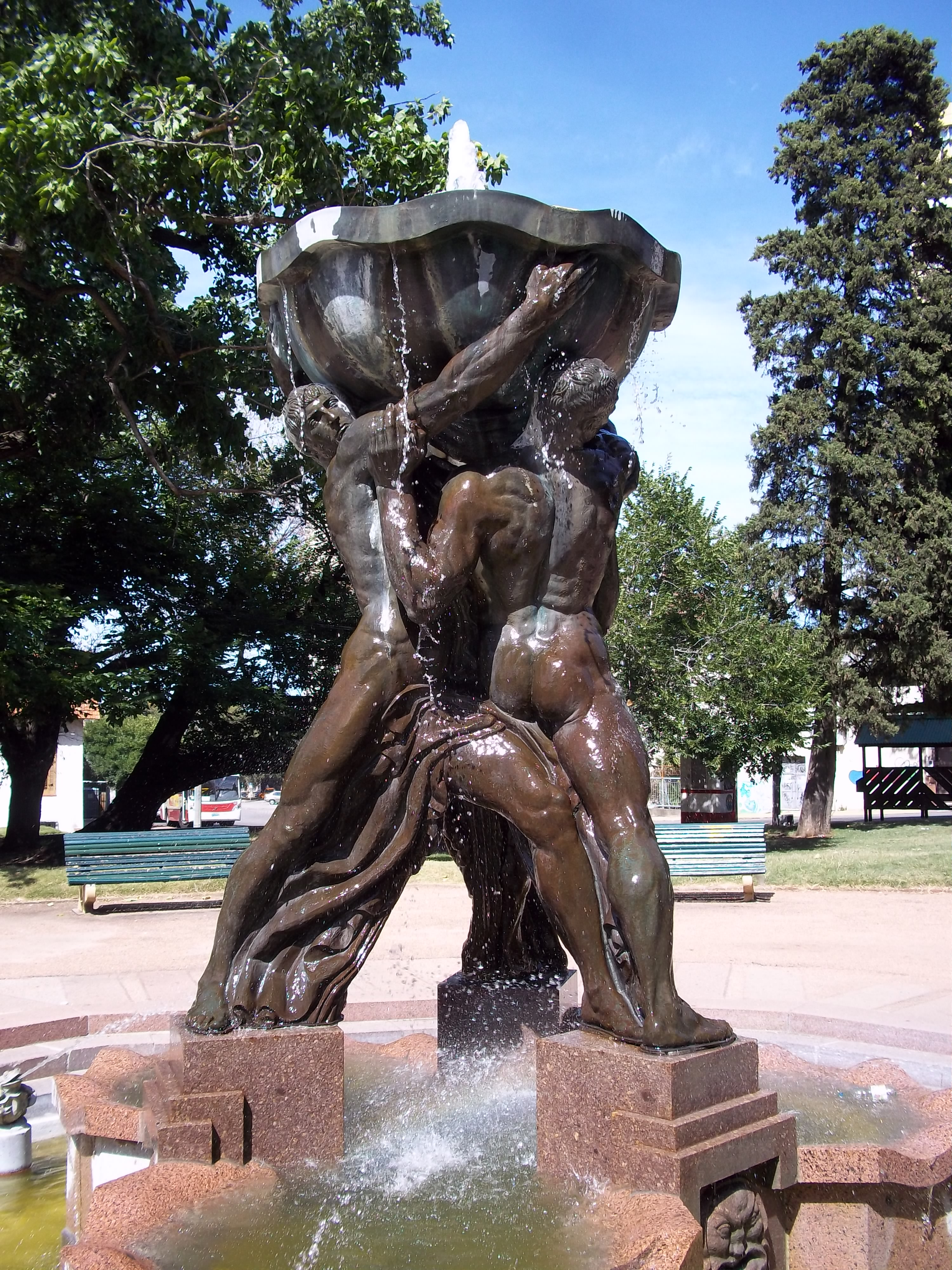
Fuente de los Atletas.

La Fuente de los Atletas es una obra del escultor uruguayo José Luis Zorrilla de San Martín. Se encuentra ubicado en el Parque Rodó de Montevideo, Uruguay.
La obra original fue realizada en yeso en 1923, y en 1925 recibió la Medalla de Plata en el Salón de Otoño de París. En el centro hay un grupo escultórico denominado «Los Atletas» en el que se ubican tres hombres jóvenes de pie entrelazados sosteniendo una copa desde la cual cae el agua. 
La Intendencia Municipal de Montevideo compró la fuente, que fue fundida en bronce y ubicada sobre un pedestal de granito rosado en un estanque con forma de polígono regular de doce lados del mismo material. 